# Organy zarządzania gospodarką w Chińskiej Republice Ludowej
Organy zarządzania gospodarką w ChRL. W tym kraju można było odnotować odosobnioną ewaluację form zarządzania, niezwykle rozbudowaną w przypadku administracji centralnej. Powody częstych reorganizacji były różne - zasady gospodarki centralnie sterowanej, potrzeby kraju prowadzącego działania w okresie wielkiego skoku, rewolucji kulturalnej, zimnej wojny czy reform gospodarki. W wielu przypadkach przyjęto formy organizacyjne i nazwy niespotykane gdzie indziej. 
Np. w latach 1952-1982 funkcjonowało 9 resortów oficjalnie zajmujących się nadzorem nad przemysłem maszynowym, które w rzeczywistości zarządzały głównie poszczególnymi branżami przemysłu zbrojeniowego:
- Pierwsze Ministerstwo Przemysłu Maszynowego (First Ministry of Machine-Building) – sprzęt cywilny wielu rodzajów
- Drugie Ministerstwo Przemysłu Maszynowego (Second Ministry of Machine-Building) – przemysł atomowy
- Trzecie Ministerstwo Przemysłu Maszynowego (Third Ministry of Machine-Building) – przemysł lotniczy
- Czwarte Ministerstwo Przemysłu Maszynowego (Fourth Ministry of Machine-Building) – przemysł elektroniczny
- Piąte Ministerstwo Przemysłu Maszynowego (Fifth Ministry of Machine-Building) – przemysł zbrojeniowy (sprzęt czołgowy, artyleryjski, amunicja)
- Szóste Ministerstwo Przemysłu Maszynowego (Sixth Ministry of Machine-Building) – przemysł budownictwa okrętowego
- Siódme Ministerstwo Przemysłu Maszynowego (Seventh Ministry of Machine-Building) – przemysł kosmiczny
- Ósme Ministerstwo Przemysłu Maszynowego (Eighth Ministry of Machine-Building) – m.in. przemysł zbrojeniowy